# Geoffrey Holt
Geoffrey Holt (27 de marzo de 1941-6 de junio de 2023) fue un jardinero, molinero, trabajador de fábrica y excéntrico estadounidense. Tras su muerte, donó 3,8 millones de dólares a su ciudad de Hinsdale, Nueva Hampshire.
Sus vecinos desconocían la riqueza de Holt. Su fortuna provino de la inversión de un desembolso de un molino de cereales, donde era director de producción. Más tarde trabajó como jardinero en un parque de casas móviles donde residía, eligiendo moverse por la ciudad a bordo de una cortadora de césped en lugar de usar un automóvil.

## Primeros años de vida
Nacido el 27 de marzo de 1941 en Indianápolis, hijo de Lee Holt y Margaret Goddard, Geoffrey Holt creció en Springfield, Massachusetts. Según su hermana, Holt enfrentó desafíos debido a la dislexia durante su estricta educación. Su padre era «raro con el dinero», dijo la hermana de Holt, y no aprobaba los gastos pequeños, como el ramo que ella una vez le regaló a su madre.
Después de graduarse de la George School, un internado rural cuáquero en Pensilvania, en 1959 y obtener una licenciatura en el Marlboro College de Vermont en 1963, Holt sirvió en la Armada de los Estados Unidos . En 1968 recibió una Maestría en Artes del American International College en Springfield, Massachusetts, donde su padre trabajaba como profesor de literatura inglesa.

## Carrera e inversiones
Holt enseñó estudios sociales y educación vial en Thayer High School en Winchester, New Hampshire, antes de unirse al molino de granos Agway, donde finalmente se convirtió en gerente de producción.
Mientras vivía en Hinsdale y trabajaba en la fábrica Agway en la cercana Brattleboro, Vermont, llevaba un estilo de vida frugal y viajaba al trabajo en bicicleta después de vender su automóvil. Realizó largos viajes «con un paquete de 12 cervezas atado a la bicicleta», cubriendo distancias de ida y vuelta de hasta 140 millas (225,3 km) a lo largo del río Connecticut hasta White River Junction, Vermont . También viajó en bicicleta a Amherst, Massachusetts, donde vivían sus padres. En la década de 1980, la fábrica de Agway cerró y Holt recibió un acuerdo en efectivo que invirtió en acciones y fondos mutuos.
Después del cierre de la fábrica, Holt realizó varios trabajos ocasionales en la ciudad y luego trabajó como jardinero en un parque de casas móviles donde vivía. Compartió su residencia en el parque con su pareja de toda la vida, Thelma Parker, quien murió en 2017. Era un aficionado dedicado que coleccionó más de 1000 modelos de automóviles fundidos a presión, docenas de diseños de modelos de ferrocarriles y muchos discos LP y libros de historia, con un enfoque particular en Henry Ford y la Segunda Guerra Mundial. Por lo demás, su casa estaba prácticamente vacía y no tenía televisión ni internet. Los lugareños lo conocían como alguien tranquilo y sin pretensiones, que vestía ropa vieja y hacía recados en una cortadora de césped en lugar de en un automóvil.
El éxito financiero de Holt siguió siendo en gran medida desconocido para los demás porque continuó viviendo frugalmente, dependiendo de los cheques de la seguridad social para su sustento durante sus últimos 15 años.

## Vida posterior y muerte
Alrededor del año 2000, Holt le confió a su mejor amigo, exempleador y ex-legislador estatal republicano de Nuevo Hampshire, Edwin «Smokey» Smith, que sus inversiones estaban funcionando mejor de lo que jamás había esperado y que no estaba seguro de qué hacer con el dinero. Smith, sin saber de la cantidad de riqueza que Holt había acumulado, bromeó con Holt acerca de dejar su fortuna a la ciudad. En 2001, Holt se acercó a la New Hampshire Charitable Foundation y llegó a un acuerdo para que la organización sin fines de lucro distribuyera los fondos después de su muerte.
En septiembre de 2021, Holt sufrió un derrame cerebral, lo que requirió mudarse a un centro de vida asistida y, finalmente, recibir atención de enfermería a tiempo completo. Murió el 6 de junio de 2023, nombrando a Smith albacea de su patrimonio y legando 3,8 millones de dólares a su ciudad de Hinsdale para que los utilice en salud, educación, cultura o recreación. La ciudad y las organizaciones comunitarias pueden acceder a aproximadamente $ 150 000 anualmente de los intereses del fondo solicitando subvenciones a través de la fundación.

## Legado
Un reportero de NewsNation calificó la historia del regalo de Holt, difundida a nivel nacional alrededor del Día de acción de gracias, como «una de las mejores historias navideñas».
El regalo de Holt inspiró debates sobre otras personas de bajo perfil que dejaron fortunas a sus comunidades, y cómo estas comunidades están utilizando la ganancia inesperada. Por ejemplo, Francis «Rudy» Gelnett dejó la mayor parte de su patrimonio (5,8 millones de dólares) a su distrito de Selinsgrove, Pensilvania (población c. 5000
) cuando murió en 2010. A partir de 2023, el fideicomiso Rudy Gelnett (valorado en aproximadamente 5,5 millones de dólares) apoyó la Biblioteca Gelnett Memorial, Dauntless Hook & Ladder Fire Co. y la piscina pública. Otro millonario secreto, Ronald Read, conserje y encargado de una gasolinera, dejó US$6 million de su fortuna de 8 millones de dólares al hospital y la biblioteca de su ciudad en Brattleboro, Vermont, (a 7 millas (11,3 km) de distancia de Hinsdale) cuando murió a los 92 años en 2014. Al igual que Holt, silenciosamente construyó su riqueza mediante inversiones inteligentes y una vida modesta, un hecho que ni siquiera sus amigos más cercanos sabían.
A finales de noviembre de 2023, los residentes de Hinsdale habían estado compartiendo ideas en línea sobre cómo gastar el dinero de Holt, siendo la sugerencia más popular reducir la base imponible.